# 田代正
田代 正（たしろ ただし、1860年2月16日（安政7年1月25日） - 1918年（大正7年）1月30日）は、日本の明治期から大正期における外科医。長崎医学専門学校長、長崎県医師会長も勤め同県の医術発展と医療普及に尽くした。越前国出身。

## 生涯
1860年2月16日（安政7年1月25日）、越前坂井郡棗村（現福井県福井市）に福井藩士の子として生まれる（名前はただし、又はただすと資料により異なる）。1871年（明治4年）福井藩中学校に入学し、1874年（明治7年）第一大区医学校に入学した。1882年（明治15年）東京大学医学部を卒業し、同期には青山胤通・猪子止戈之助・西郷吉義・佐藤三吉等がいた。
大学卒業後長崎県立長崎医学校（現長崎大学医学部）教諭を命じられ、以降同県検疫官・長崎病院医師等を兼ね、1889年（明治22年）長崎医学校が第五高等中学校医学部となると同校教諭となり長崎病院次長兼外科部長に就任した。同校教授となった後、1897年（明治30年）高等中学校医学部教授にも官費留学が認められることとなり、木村孝蔵・三輪徳寛と共に高等中学校教授の第一回官費留学生に選ばれ、9月ドイツに留学し、1899年（明治32年）8月帰国した。留学前の1897年（明治30年）11月、田代正等の留学送別の宴が上野精養軒で行われ、その席上日本外科学会創立に就いての話し合いがなされ、参加した佐藤三吉・田代義徳・近藤次繁・佐藤恒久を中心に日本外科学会規則草案を起草することになった。
1901年（明治34年）4月1日、第五高等学校から医学部が独立し長崎医学専門学校となると、田代は初代校長に就任し長崎病院長を兼務した。同年長崎医学専門学校に薬学部が開設され、同年12月西彼杵郡浦上山里村里郷（現長崎市坂本町）に学校本部・薬局・診療所が完成し、県立長崎病院も同地に移転。1903年（明治36年）10月、県立長崎病院に附属看護婦養成所が設置された。1906年（明治39年）9月、1914年（大正3年）10月に医術開業試験委員を仰せつかった。なお、1901年（明治34年）医学校長就任後11月30日、前年長崎市医師会長となっていた田代が長崎県医師会長に就任した。15年間校長を勤めた後、1918年（大正7年）1月30日長崎で死去した。墓所は多磨霊園と長崎市深崇寺。

## 論文・著作
- 「実用外科全書」（山田藤助・奥ノ山伸編 田代正閲 鶴野書店 1893年）

## 栄典
位階
- 1894年（明治27年）10月30日 - 従六位[12]
- 1897年（明治30年）11月30日 - 正六位[13]
- 1917年（大正6年）5月30日 - 従三位[14]

勲章
- 1904年（明治37年）12月27日 - 勲四等瑞宝章[15]